# Euryparasitidae
Famille
Les Euryparasitidae d'Antony, 1987 sont une famille d'acariens Mesostigmata. Elle contient sept genres et près de 30 espèces.

## Classification
- Acugamasus Lee, 1970
- Allogamasellus Athias-Henriot, 1961
- Cyrtolaelaps Berlese, 1887
- Euryparasitus Oudemans, 1901
- Heterogamasus Trägårdh, 1907
- Notogamasellus Loots & Ryke, 1966
  - Notogamasellus Notogamasellus Loots & Ryke, 1966
  - Notogamasellus Podonotogamasellus Loots & Ryke, 1966
- Starkovia Lombardini, 1947